# Шадріха (Поріцький район)
Шадрі́ха (рос. Шадриха, чув. Шадриха) — присілок у складі Поріцького району Чувашії, Росія. Входить до складу Кудеїхинського сільського поселення.
Населення — 19 осіб (2010; 44 у 2002).
Національний склад:
- росіяни — 87 %